# Normalfördelning

Normalfördelningen med standardavvikelser (σ) kring medelvärdet (μ) 0.
Enligt 68–95–99,7-regeln är drygt 68% inom en standardavvikelse från medelvärdet. Drygt 95% är inom två standardavvikelser från medelvärdet. Drygt 99,7% är inom tre standardavvikelser från medelvärdet.

Normalfördelning (ibland Gaussfördelning eller Gausskurva efter Carl Friedrich Gauss) är en fundamental fördelning inom sannolikhetsteori och statistik. En normalfördelad variabel antar ofta värden som ligger nära medelvärdet och mycket sällan värden som har en stor avvikelse. Därför påminner normalfördelningen om en kulle eller en klocka och i engelskan används ofta beteckningen bell curve.
Normalfördelningens betydelse framgår av den centrala gränsvärdessatsen, enligt vilken summan av ett stort antal oberoende slumpmässiga variabler är approximativt normalfördelad under vissa allmänna förutsättningar, oavsett vilken fördelning dessa variabler hade från början. Normalfördelningen är därför betydelsefull för beskrivningar av företeelser i naturen och i samhällen då många skeenden kan beskrivas med stor noggrannhet av normalfördelningen.
Det är vanligt att fördelningen av en studerad parameter är okänd. Normalfördelningen kan då användas som en preliminär beskrivning av parametern, eftersom mätningar av parametrar ofta är behäftade med många mindre, oberoende och slumpmässiga variationer.

## Exempel – singla slant
Om en slant singlas 100 gånger kommer antalet gånger sidan "krona" kommer upp att vara binomialfördelat. Men eftersom varje slantsingling är oberoende av de övriga kommer summan av antal "krona" för 100 försök att vara ungefär normalfördelad med väntevärdet 50.
Ofta är det mycket enklare att approximera en slumpmässig variabel med en normalfördelning än att beräkna enskilda sannolikheter och då många slumpmässiga fenomen är summor av många små slumpmässiga tillskott fungerar det vanligtvis väl. Historiskt sett var möjligheten att approximera stora binomialfördelningar det första tillämpningsområdet för normalfördelningen.

## Definition
Normalfördelningen har täthetsfunktionen
{\displaystyle f(x)={1 \over \sigma {\sqrt {2\pi }}}\,e^{-{(x-\mu )^{2} \over 2\sigma ^{2}}}},

Normalfördelningen för olika värden på μ och σ²

där μ och σ är normalfördelningens karakteristiska konstanter: μ är väntevärdet och σ är standardavvikelsen för fördelningen. Denna normalfördelning betecknas med {\displaystyle N(\mu ,\sigma )\,}.
Normalfördelningens täthetsfunktion kan inte integreras med vanliga endimensionella metoder eftersom den inte har någon primitiv funktion som kan uttryckas analytiskt. Arean under kurvan kan emellertid med andra metoder visas vara 1, vilket den måste vara för att vara en sannolikhetsfördelning.
En standardiserad normalfördelning har μ = 0 och σ = 1.

Fördelningsfunktion för normalfördelning

Fördelningsfunktionen för en standardiserad normalfördelning brukar betecknas med {\displaystyle \Phi \,} och sambandet mellan fördelningsfunktion och täthetsfunktion är
{\displaystyle \Phi (x)=\int _{-\infty }^{x}f(z)dz}.
Fördelningsfunktionen anger sannolikheten för att en normalfördelad variabel Y är mindre än eller lika med ett visst tal a:
{\displaystyle P(Y<a)=\Phi (a)\,}.
Sannolikheten att en normalfördelad variabel Y hamnar i ett intervall {\displaystyle [a,b]} är
{\displaystyle P(a<Y<b)=\Phi (b)-\Phi (a)\,}.

## Normalfördelningars egenskaper

### Fördelningsfunktion
Fördelningsfunktionen för en godtycklig normalfördelad variabel {\displaystyle X\in N(\mu ,\sigma )} kan erhållas från fördelningsfunktionen för en standardnormalfördelad variabel:
{\displaystyle P(X<a)=\Phi \left({\frac {a-\mu }{\sigma }}\right)}.
Denna egenskap medför att tabeller för normalfördelningar bara redovisar fördelningsfunktionen {\displaystyle \Phi \,}, eftersom alla andra normalfördelningar på detta sätt kan översättas till en normalfördelning med väntevärdet 0 och standardavvikelsen 1.

### Symmetri
{\displaystyle \Phi (x)=1-\Phi (-x)\,}.
Denna symmetri medför att tabeller bara behöver redovisa {\displaystyle \Phi (x)\,} för positiva tal x.

### Linjär förändring
Om 
{\displaystyle X\in N(\mu ,\sigma )}
och a, b 
är konstanter så gäller att den linjära formen
{\displaystyle aX+b\in N(a\mu +b,a\sigma )},
det vill säga, väntevärdet förändras på samma linjära sätt och standardavvikelsen ökar med faktorn a.

### Summa av två oberoende normalfördelade variabler
Om 
{\displaystyle X\in N(\mu _{X},\sigma _{X})}
och 
{\displaystyle Y\in N(\mu _{Y},\sigma _{Y})}
är oberoende så gäller att deras summa
{\displaystyle X+Y\in N\left(\mu _{X}+\mu _{Y},{\sqrt {\sigma _{X}^{2}+\sigma _{Y}^{2}}}\right)}
Motsvarande gäller för differenser av oberoende normalfördelade variabler.